# Perdita umbrata
Perdita umbrata är en biart som beskrevs av Timberlake 1971. Perdita umbrata ingår i släktet Perdita och familjen grävbin. Inga underarter finns listade i Catalogue of Life.